# Маурисио Гужелмин
Маурисио Гужелмин е бивш бразилски пилот, състезаващ се във Формула 1 и в Чамп Кар сериите. Участва в 80 Гран При като дебюта му е през 1988 като пилот на Марч. Най-доброто му класиране е в тройката в Бразилия. Той също така се състезава и в американските серии Индикар, участва в 147 надпревари в общо 9 сезона и печели състезанието във Ванкувър през 1997 г. с отбора PacWest.

## Формула 1
Гужелмин влиза в кралските гонки (Формула 1) като най-тежкия пилот от ФИА (Международна автомобилна федерация). Той се състезава за Марч през 1988 със свой съотборник Иван Капели. Преди това той бе нает да кара за Лотус но след това той бе заменен от Джони Дъмфриз. Началото започна много лошо за бразилеца с пет отпадания от шест състезания в началото поради проблем с автомобила. Най-доброто му класиране е пето място за Голямата награда на Унгария. Той завърши сезона на неочакваната 13 позиция при пилотите за сезон 1988.
През 1989 Маурисио Гужелмин записа само един подиум и това бе Бразилската ГП най-добрата позиция за Марч като отбора му трябвало да се бори с финансовите проблеми. В Френската ГП бразилеца участва в най-неприятния инцидент в живота му като неговия му болид Марч CG891 се удря с Уилямс-а на Тиери Бутсен и Марч-а му се преобърна. Заради случилото се състезание е спряно а Маурисио се връща в състезанието в рестарта като записа най-добра обиколка и единствена като пилот на Формула 1.
През 1990 отбора му (Марч) е приеменуван на Лейтън Хаус който през 1987 бе закупен от Акира Акаги. Гужелмин отново е съотборник с Капели като болидите в които се състезават е CG901, но създаваше някои проблеми. Дори двамата не взеха участие в Мексиканската ГП през 1990. Но в Френската ГП Капели взе второто място благодарение на модификациите на болида. По време на състезанието те бяха начело преди Маурисио да отпадне поради проблем с двигателя. Той записа 6-о място в Белгия същия сезон.
През 1991 бе един от най-трудните му години за Гужелмин и за Капели които записаха само точка. Най-добрия резултат на бразилеца е 7-о място, но и отпада осем пъти от 16 състезания. В септември собственика Акира Акаги е арестуван за подозрителна измама. Загуба на пари накара бразилеца да напусне отбора и да се приесъедини в Джордан следващата година, но записа само една точка през 1992. Той напуска Формула 1 поради финансови проблеми и решава да търси друго предизвикателство в сериите Индикар през 1993 г.

## Резултати

### Резултати във Формула 1
| Година | Отбор               | Шаси              | Двигатели | 1       | 2       | 3       | 4       | 5       | 6       | 7       | 8       | 9       | 10      | 11      | 12      | 13      | 14      | 15      | 16      | СШП  | Точки |
| ------ | ------------------- | ----------------- | --------- | ------- | ------- | ------- | ------- | ------- | ------- | ------- | ------- | ------- | ------- | ------- | ------- | ------- | ------- | ------- | ------- | ---- | ----- |
| 1988   | Лейтън Хаус Марч    | Марч 881          | Джуд V8   | BRA Ret | SMR 15  | MON Ret | MEX Ret | CAN Ret | DET Ret | FRA 8   | GBR 4   | GER 8   | HUN 5   | BEL Ret | ITA 8   | POR Ret | ESP 7   | JPN 10  | AUS Ret | 13-и | 5     |
| 1989   | Лейтън Хаус Рейсинг | Марч 881          | Джуд V8   | BRA 3   | SMR Ret |         |         |         |         |         |         |         |         |         |         |         |         |         |         | 16-и | 4     |
| 1989   | Лейтън Хаус Рейсинг | Марч CG891        | Джуд V8   |         |         | MON Ret | MEX DNQ | USA Ret | CAN Ret | FRA NC  | GBR Ret | GER Ret | HUN Ret | BEL 7   | ITA Ret | POR 10  | ESP Ret | JPN 7   | AUS 7   | 16-и | 4     |
| 1990   | Лейтън Хаус         | Лейтън Хаус CG901 | Джуд V8   | USA 14  | BRA DNQ | SMR Ret | MON DNQ | CAN DNQ | MEX DNQ | FRA Ret | GBR DNS | GER Ret | HUN 8   | BEL 6   | ITA Ret | POR 12  | ESP 8   | JPN Ret | AUS Ret | 18-и | 1     |
| 1991   | Лейтън Хаус         | Лейтън Хаус CG911 | Илмор V10 | USA Ret | BRA Ret | SMR 12  | MON Ret | CAN Ret | MEX Ret | FRA 7   | GBR Ret | GER Ret | HUN 11  | BEL Ret | ITA 15  | POR 7   | ESP 7   | JPN 8   | AUS 14  | НК   | 0     |
| 1992   | Sasol Джордан Ямаха | Джордан 192       | Ямаха V12 | RSA 11  | MEX Ret | BRA Ret | ESP Ret | SMR 7   | MON Ret | CAN Ret | FRA Ret | GBR Ret | GER 15  | HUN 10  | BEL 14  | ITA Ret | POR Ret | JPN Ret | AUS Ret | НК   | 0     |